# Anita Raj
 (octobre 2023).
La mise en forme du texte ne suit pas les recommandations de Wikipédia : il faut le « wikifier ».
Les points d'amélioration suivants sont les cas les plus fréquents. Le détail des points à revoir est peut-être précisé sur la page de discussion.
- Les titres sont pré-formatés par le logiciel. Ils ne sont ni en capitales, ni en gras.
- Le texte ne doit pas être écrit en capitales (les noms de famille non plus), ni en gras, ni en italique, ni en « petit »…
- Le gras n'est utilisé que pour surligner le titre de l'article dans l'introduction, une seule fois.
- L'italique est rarement utilisé : mots en langue étrangère, titres d'œuvres, noms de bateaux, etc.
- Les citations ne sont pas en italique mais en corps de texte normal. Elles sont entourées par des guillemets français : « et ».
- Les listes à puces sont à éviter, des paragraphes rédigés étant largement préférés. Les tableaux sont à réserver à la présentation de données structurées (résultats, etc.).
- Les appels de note de bas de page (petits chiffres en exposant, introduits par l'outil «  Source ») sont à placer entre la fin de phrase et le point final[comme ça].
- Les liens internes (vers d'autres articles de Wikipédia) sont à choisir avec parcimonie. Créez des liens vers des articles approfondissant le sujet. Les termes génériques sans rapport avec le sujet sont à éviter, ainsi que les répétitions de liens vers un même terme.
- Les liens externes sont à placer uniquement dans une section « Liens externes », à la fin de l'article. Ces liens sont à choisir avec parcimonie suivant les règles définies. Si un lien sert de source à l'article, son insertion dans le texte est à faire par les notes de bas de page.
- La présentation des références doit suivre les conventions bibliographiques. Il est recommandé d'utiliser les modèles {{Ouvrage}}, {{Chapitre}}, {{Article}}, {{Lien web}} et/ou {{Bibliographie}}. Le mode d'édition visuel peut mettre en forme automatiquement les références.
- Insérer une infobox (cadre d'informations à droite) n'est pas obligatoire pour parachever la mise en page.

Pour une aide détaillée, merci de consulter Aide:Wikification.
Si vous pensez que ces points ont été résolus, vous pouvez retirer ce bandeau et améliorer la mise en forme d'un autre article.
Anita Raj Khurana (née en 1963) est une actrice indienne et fille de Jagdish Raj, dont les rôles notables sont Prem Geet (1981), Ghulami (1985), Kusum dans Zara Si Zindagi (1983), Anita dans Zameen Aasman (1984) et Shobha dans Masterji (1985). Elle est connue pour jouer Rajmata Devvadan Singh Deo dans Ek Tha Raja Ek Thi Rani et Kulwant Kaur Dhillon dans Choti Sarrdaarni. Elle a tourné beaucoup de films avec Dharmendra.

## Filmographie
(octobre 2023).

### Cinéma
- Prem Geet (1981) en tant que Shikha
- Mehndi Rang Layegi (1982)
- Dulha Bikta Hai (1982) en tant que Shayla
- Zara Si Zindagi (1983) en tant que Kusum
- Thai Veedu (1983, Tamil Movie)
- Prem Tapasya (1983) en tant que Anita
- Kaun? Kaisey? (1983) en tant que Preeti
- Jeet Hamaari (1983) en tant que Anita (en tant que Anitaraj)
- Naukar Biwi Ka (1983) en tant que Jyoti Nath 'Rani'
- Achha Bura (1983) en tant que Rita Roy
- Bad Aur Badnaam (1984) en tant que Dr. Anita Mathur
- Zameen Aasmaan (1984) en tant que Anita
- Lakhon Ki Baat (1984) en tant que Shobha Prakash
- Laila (1984) en tant que Padmini Singh (en tant que Anita Raaj)
- Andar Baahar (1984) en tant que Girl that Raja met outside the prison
- Jeene Nahi Doonga (1984) en tant que Bijli - Raka's girlfriend
- Ab Ayega Mazaa (1984) en tant que Nupur
- Karm Yudh (1985) en tant que Usha Saxena
- Masterji (1985) en tant que Shobha
- Ghulami (1985) en tant que Tulsi
- Jaan Ki Baazi (1985)
- Lover Boy (1985) en tant que Bijli
- Zulm Ka Badla (1985) en tant que Geeta A. Verma / Mrs. D'Sa (en tant que Anita Raaj)
- Yaar Kasam (1985) (en tant que Anita Raaj)
- Karishma Kudrat Kaa (1985) en tant que Paro
- Bihari Babu (1985)
- Ilzaam (1986) en tant que Kamal
- Kala Dhanda Goray Log (1986) en tant que Sandhya (en tant que Anita Raaj)
- Pyar Kiya Hai Pyar Karenge (1986) en tant que Shobha
- Teesra Kinara (1986)
- Mazloom (1986) en tant que Purnima 'Poonam' A. Singh / Purnima V. Singh (en tant que Anita Raaj)
- Asli Naqli (1986) en tant que Anita
- Ek Aur Sikander (1986) en tant que Shama Khan
- Mohabbat Ki Kasam (1986) en tant que Shop-owner's wife
- Mera Haque (1986) en tant que Bijli
- Jwala (1986) en tant que Mastani
- Insaniyat Ke Dushman (1987) en tant que Shashi
- Hawalaat (1987) en tant que Salma / Shamim Khan
- Satyamev Jayate (1987) en tant que Vidya Kaul (Anita Raaj)
- Hiraasat (1987) en tant que Renu (en tant que Anita Raaj)
- Insaf Ki Pukar (1987) en tant que Police Inspector Sheela (en tant que Anita Raaj)
- Anjaam khuda jaane (1988)
- Sagar Sangam (a.k.a. The Meeting of Rivers) (India: English title) (1988) en tant que Subitra
- Shiv Shakti (1988) en tant que Dolly
- Mera Muqaddar (1988) en tant que Dancer (uncredited)
- Ghar Ghar Ki Kahani (1988) en tant que Deepa
- Mahaveera (1988) en tant que Dancer
- Paap Ko Jalaa Kar Raakh Kar Doonga (1988) en tant que Vandana (en tant que Anita Raaj)
- Paanch Fauladi (1988) en tant que Annu
- Zalzala (1988) en tant que Sheela
- Saazish (1988) en tant que Roma
- Asmaan Se Ooncha (1989) en tant que Anita Malik
- Nafrat Ki Aandhi (1989) en tant que Radha
- Clerk (1989) en tant que Pooja
- Do Yaar (1989)
- Billoo Badshah (1989) en tant que Asha
- Abhimanyu (1989) en tant que Lalita
- Taaqatwar (1989) en tant que Anju Khurana (en tant que Anita Raaj)
- Jurrat (1989) en tant que Julie
- Pati Patni Aur Tawaif (1990) en tant que Kiran
- Hum Se Na Takrana (1990) en tant que Sundari
- Zimmedaaar (1990) en tant que Anita (en tant que Anita Raaj)
- Sher Dil (1990) en tant que Kiran Kailashnath
- Khatarnaak (1990) en tant que Helena
- Atishbaz (1990) en tant que Reshma
- Kasam Kali Ki (1991)
- Kaun Kare Kurbanie (1991) en tant que Anita A. Singh
- Swarg Jaisaa Ghar (1991) en tant que Savitri
- Maut Ki Sazaa (1991) en tant que Jyotsna (en tant que Anita Raaj)
- Jasa Baap Tashi Poore (1991) en tant que Dr. Anita (Marathi Movie)
- Adharm (1992) en tant que Sharda
- Virodhi (1992) en tant que Mrs. Shekhar
- Mehndi Shagna Di (1992) en tant que Rano
- Saboot Mangta Hain Kanoon (1994) en tant que Anita
- Ghar Ki Izzat (a.k.a. The Honor of the House) (International: English title) (1994) en tant que Sheela S. Kumar
- Faisla Main Karungi (1995) en tant que Jenny A. Singh
- Gehra Raaz (1996)
- Thodi Life Thoda Magic (2007)
- Chaar Din Ki Chandni (2012) en tant que Devika Singh
- Bagaavat (2019)
- Yaaram (2019) en tant que Vijeta Bajaj
- Mudda 370 J&K (2019) en tant que Aasma's mother
- Deendayal Ek Yugpurush (2019) en tant que Lata Khanna
- Lafzon Mein Pyaar (2023)

### Télévision
| Année     | Titre                   | Rôle                 | Remarques |
| --------- | ----------------------- | -------------------- | --------- |
| 1998      | Aashiqui                | Anita                |           |
| 2000      | Eena Meena Deeka        |                      |           |
| 2013-2014 | Tumhari Pakhi           | Anuja                |           |
| 2013-2016 | 24                      | Naina Singhania      |           |
| 2015      | Ek Tha Raja Ek Thi Rani | Rajmata Priyamvada   |           |
| 2016      | Fêtes de l'Inde         | Présentateur         |           |
| 2018      | Maya                    | Maya                 |           |
| 2019-2022 | Choti Sarrdaarni        | Kulwant Kaur Dhillon |           |
| 2022      | Parinéétii              | Kulwant Kaur Dhillon | Invitée   |
| 2023      | Saavi Ki Savaari        | Kumud Agrawal        |           |